# Werkbund Werkstatt Nürnberg
Die Werkbund Werkstatt Nürnberg ist eine 1987 vom Deutschen Werkbund Bayern gegründete private Bildungseinrichtung, die in Nürnberg im K4 (ehemaliges KOMM) untergebracht ist. Derzeit arbeiten dort 80 Schüler und 22 Dozenten. Die Schule orientiert sich an der Werkbundlehre und dient als Vorpraktikum und Orientierungsjahr für Studenten im gestalterischen Bereich. Die Ausbildung dauert neun Monate. Sie ist als Praktikum an Kunsthochschulen und Hochschulen im gestalterischen Bereich anerkannt und kann durch BAföG gefördert werden.
Die Ausbildung deckt die Bereiche Gestaltung, Holz, Glas, Metall, Textil, Theater, Kommunikation, Perspektivisches Zeichnen, Kunstgeschichte, Kunst- und Designtheorie ab.
Anlässlich des 20-jährigen Bestehens entstand 2007 mit der Unterstützung von Soroptimist International Club Nürnberg ein Dokumentarfilm der Werkbund Werkstatt Nürnberg.